# Politicile educative PBIS
Politicile educative PBIS (PBIS) au ca principal scop îmbunătățirea comportamentului elevilor (în sensul: creșterii performaței școlare și a siguranței; creării unui mediu școlar pozitiv) prin utilizarea de practici, strategii și programme bazate pe date și cercetări.Printr-o abordare multi-nivel, aceste politici urmăresc să adreseze așteptările generale ale elevilor privind un mediu școlar propice (nivelul I), precum și nevoile specifice ale elevilor în situații de risc (nivelurile II și III). Unii cercetători consideră că această abordare conduce la creșterea eficienței actului de predare. 
Istoric, aceste politici au apărut ca un răspuns (dintr-o perspectivă polar opusă) la politicile de tip toleranță-zero (care favorizează aplicarea unor practici disciplinare specifice bazate pe excludere – detenția la școală, suspendarea temporară, exmatricularea), care urmăresc să separe elevii-problemă de colegii lor. Politicile PBIS pun accentul pe prevenirea comportamentelor negative, înainte ca acestea să se producă, în vederea creșterii oportunităților de educare a tinerilor și prevenirii abandonului școlar. Implementarea politicilor educative PBIS necesită un efort de echipă și o ajustare continuă la cerințele specifice școlii.

## Istoric

Logica intervenției multi-nivel continue de tip PBIS

Termenul PBIS este o abreviere pentru  «Positive Behavioral Intervention and Supports» (suport și susținere pentru comportamente pozitive).   
Managementul eficient al clasei și disciplina sunt esențiale pentru predare și învățare. Abordarea PBIS combină managementul clasei, predarea eficientă și strategii disciplinative aplicate consecvent la nivelul întregii școli, pentru a crea un mediu al școlii care este primitor pentru toți elevii și care este propice învățării. PBIS se bazează pe o abordare tip behavioristă privind îmbunătățirea comportamentului elevilor, constând în: identificarea comportamentelor negative, modelare comportamentelor dorite, aprecierea adecvată/pedepsirea comportamentului la clasă. În cadrul acestei abordări, fiecare școală trebuie să își definească tipurile de comportament dorite, să le promoveze și să își ajusteze procedurile de lucru pentru a facilita adoptarea universală a acestora. Diverse studii au demonstrat faptul că pedepsirea elevilor, în contextul în care lipsesc alternative pozitive, este o abordare ineficientă și oferă rezultate doar pe termen scurt.   Exemplificarea și recompensarea comportamentelor pozitive este mult mai eficientă. Scopul PBIS este să stabilească un mediu școlar pozitiv, prin măsuri care privesc întreaga școală (nivelul I – abordare universală) , grupurile restrânse (nivelul II) sau abordări individuale (nivelul III). 

## Trăsături de bază

Logica implementării PBIS

PBIS nu este un pachet de măsuri detaliate, standardizate, universale  - ci un mod de abordare care ajută școlile la identificarea principalelor sarcini pentru promovarea adecvată a comportamentelor pozitive, după specificul fiecărei instituții de învățământ. Această abordare se bazează pe următoarele componente principale. 

### Indicatorii de rezultat
Scopul PBIS este îmbunătățirea comportamentului elevilor. Obiectivele detaliate trebuie să fie măsurabile și stabilite ca urmare a implementării adecvate a politicilor PBIS.  Indicatorii de rezultat ai unei implementări PBIS pot fi atât performanțele școlare ele elevilor, cât și statisticile privind comportamentele în cadrul școlii. Definirea concretă și modul de măsurare a acestor indicatori este stabilit în comun de către școală, elevi și părinți. 

### Date
Implementarea PBIS se bazează pe utilizarea de date curente și cuprinzătoare, la toate nivelurile de decizie.  Echipa de conducere analizează tendințe de comportament, locații cu probleme recurente, clase cu frecvență ridicată a incidentelor, istoricul persoanelor implicate. Pe baza acestor date, școala își poate evalua situația curentă, poate identifica ariile ce necesită intervenție și poate estima efectele acțiunilor prezente și viitoare.

### Practici
Această componentă privește curicula bazată pe probe, instrucțiunile, intervențiile și strategiile implementate în cadrul școlii în scopul creării unui cadru comun (și asumat de către întreaga școală) al așteptărilor privind comportamentele pozitive. Aceste practici sunt implementate de către echipa de conducere ulterior analizei inițiale a datelor. 

### Sisteme
Planificarea și implementarea PBIS necesită constituirea unei echipe de cadre didactice care să beneficieze de susținere adecvată din partea școlii, altor instituții publice și comunității. Echipa de conducere este de obicei formată din reprezentanți ai cadrelor didactice (profesori, diriginți, cadre didactice implicate în educația specială, alți specialiști, etc) ; în școli de gimnaziu/liceu, această echipă poate include și reprezentanți ai elevilor. Ulterior constituirii, echipa va crea sistemele ce se vor implementa la nivelul întregii școli. 

## Asistență continuă

Fazele implementării PBIS

Fiecare model PBIS necesită asistență continuă, pe toate cele trei nivele, în funcție de necesități. Majoritatea studenților beneficiază de asistență de nivelul I (universal), care privește întreaga școală. Pentru cazurile cu dificultate mai ridicată, se asigură asistență de nivel II și/sau III.

### Nivelul 1: nivelul primar(asistență pentru toți)
Primul nivel PBIS este cel universal. Acesta detaliază așteptările care privesc întreaga școală, care sunt definite și predate de către toate cadrele didactice, în orice context al școlii. Aceste așteptări sunt definite de către echipa de conducere și sunt promovate în rândul elevilor de către profesori, diriginți, personal administrativ, etc. Un model des uzitat este ”Ai grijă, fii respectuos, fii responsabil” – dar și această aspect poate fi particularizată pentru specificul fiecărei școli. Modul în care aceste așteptări ce s-au definit se regăsesc în practică trebuie evaluat periodic, sistematic. În paralel cu așteptările definite, este necesară crearea unui sistem de recunoaștere și recompensare a comportamentelor pozitive dorite.
Principiile de bază la nivelul primar sunt :
1. toți elevii pot învăța la școală comportamente pozitive
2. intervenție timpurie
3. abordare multi-nivel
4. intervenții și programe bazate pe probe
5. monitorizare frecventă și sistematică a comportamentelor elevilor
6. folosirea datelor din monitorizare în luarea deciziilor
7. folosirea evaluărilor pentru testarea, diagnoza și monitorizarea progresului

Aplicarea acestor principii oferă un caracter proactiv politicilor PBIS. În plus, PBIS facilitează dezvoltarea unui limbaj comun, a unor practici unitare și a unei implementări consecvente a așteptărilor privind comportamentul, la nivelul întregii școli.

### Nivelul 2: nivelul secundar(asistență pentru grupuri)
Chiar dacă nivelul primar este predat și exemplificat constant tuturor elevilor, există cazuri în care unii elevi, în situații de risc, au nevoie de intervenții suplimentare. Nivelul secundar de prevenire oferă intervenții intensive/particularizate pentru elevii care nu sunt au reacționat conform așteptărilor la măsurile implementate în cadrul nivelului primar. Aceste intervenții sunt realizate de către personal cu pregătire specifică (gen: educație specială; psihologi; consilieri). La acest nivel, se pot folosi instrumente precum ore de predare a abilităților sociale sau planuri de comportament cu monitorizare continuă a progresului.

### Nivelul 3: nivelul terțiar(asistență individualizată)
Modelul PBIS urmărește să adreseze și situația acelor elevi aflați în situații de risc ridicat, care necesită asimilarea și exersarea adecvată a anumitor abilități sociale. Nivelul terțiar de intervenție presupune realizarea unei evaluări funcționale a comportamentului și crearea unui plan de asistență care include:
1. abilități sociale noi, care să ducă la înlocuirea comportamentelor negative
2. reorganizarea mediului actual (eliminarea ”declanșatorilor”)
3. procedurile de monitorizare, evaluare și ajustare a planului de intervenție.

Implementarea cu succes a nivelului terțiar de intervenție necesită implementarea prealabilă a nivelurilor primare și secundare ; totodată, asistența la acest nivel trebuie realizată într-o manieră cuprinzătoare și colaborativă.
Intervențiile specifice nivelului terțiar ar trebui să includă, pe lângă elevul beneficiar, și persoanele apropiate acestuia, în vederea formării unei echipe de asistență comportamentală. Asistența oferită în acest cadru se realizează etapizat și este personalizată pentru nevoile specifice fiecărui beneficiar. Obiectivele acestor activități sunt reducerea comportamentului negativ, cultivarea abilităților sociale și îmbunătățirea calității vieții.

## Situație adoptare
Un studiu din 2018 a reliefat faptul că sistemul PBIS a fost implementat la nivelul anului 2018 în peste 26000 de școli din Statele Unite ale Americii, iar la nivel mondial a fost implementat în 21 de țări.